# Халдейський католицький патріархат Вавилону
Халдейський католицький патріархат Вавилону (лат. Patriarchatus Babylonensis Chaldaeorum), патріархат Халдейської католицької церкви, знаходиться в соборі Марії-Матері Скорботи, Багдад, Ірак Нинішнім патріархом є Луї Рафаель I Сако. Йому допомагають архієпископ Ербіла Шлемон Вардуні та допоміжний єпископ Багдада Базель Ялдо Його собором є церква Марії-Матері Скорботи в Багдаді, Ірак.
Католики-халдеї — це більшість ассирійців в Іраці, корінне населення Північної Месопотамії.
Халдейська католицька церква, над якою очолює патріархат, названа на честь давньої Халдеї. Вона знаходиться в повному спілкуванні зі Святим Престолом та Католицькою церквою в цілому. Вперше вона утворився через суперечку, відому як розкол 1552 р., який розділив Церкву Сходу на дві релігійні групи. Керівництво частини, яка вступила в спілкування з Римом, офіційно розірвало свої відносини в 1662 році. У 1677 році турецька цивільна влада визнала єпископа Йосипа I (халдейського патріарха), який став лідером тих, хто підтримував унію з Римом. Святий Престол визнав його патріархом у 1680 р.  Його резиденція була в Аміді, відомій по-турецьки як Діярбакір . Після того, як у 1781 році була прийнята відставка його третього наступника, настав довгий період sede vacante, під час якого Святий Престол вирішив не присвоювати титул патріарха жодному з двох конкуруючих кандидатів. Це закінчилося в 1830 р. призначенням католицьким патріархом Йоханнана VIII Гормізда.
Місце перебування католицького патріархату було перенесено в Багдад, Ірак, в середині ХХ століття. Нинішній там собор, собор Богоматері Скорботної, був освячений у 1898 році.